# Vlădeni (Iași)
Vlădeni is een Roemeense gemeente in het district Iași.

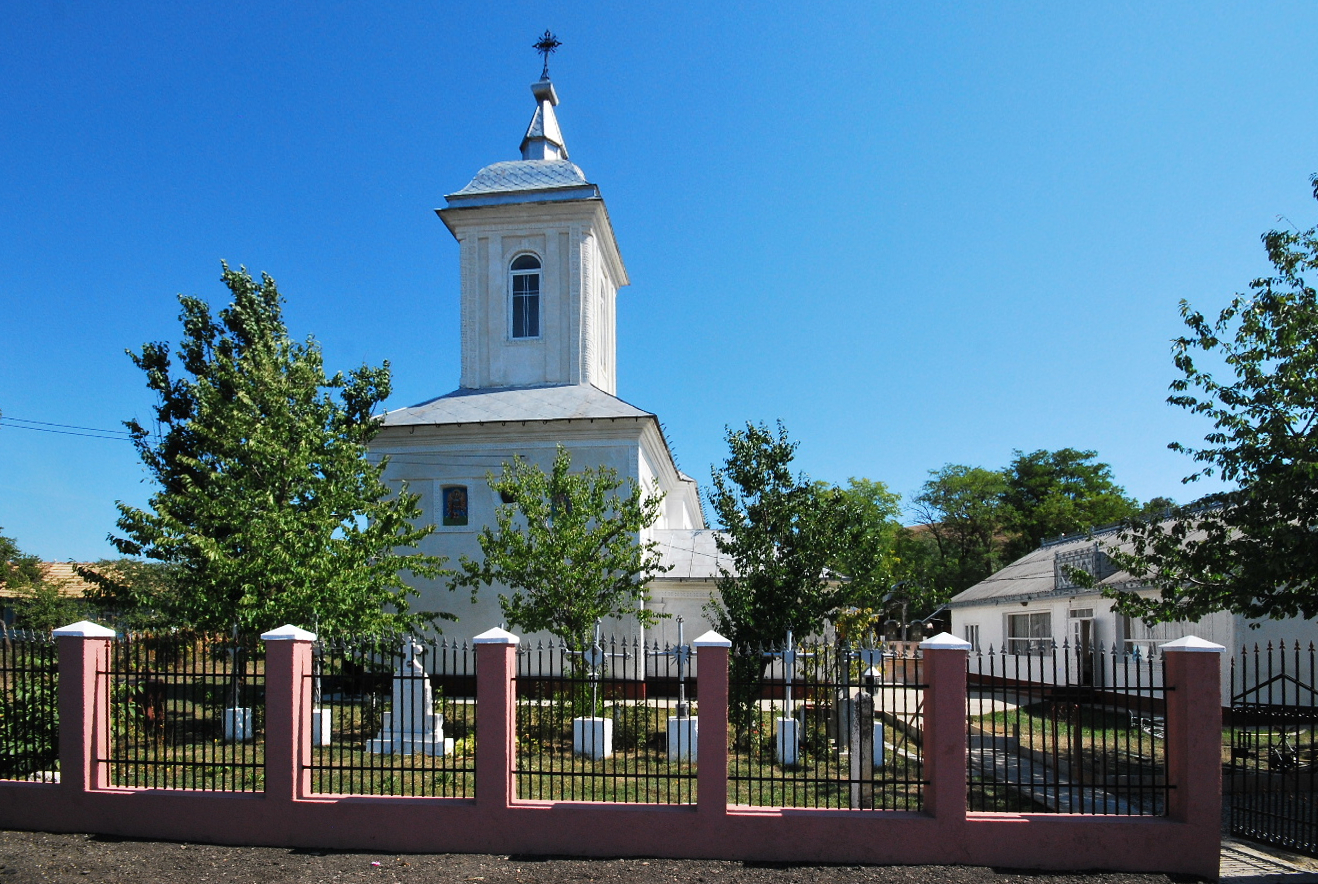
Kerk

Vlădeni telt 4593 inwoners.